# Vedell des Pyrénées catalanes
Pour les articles homonymes, voir Pyrénées catalanes.
Le vedell des Pyrénées catalanes (castillan : Ternera  de  los  Pirineos  Catalanes, catalan : Vedella  dels  Pirineus Catalans) est une indication géographique protégée de veau produit dans les Pyrénées catalanes, en France et en Espagne.

### Document
Journal officiel de l'Union européenne